# Michael Armstrong
Pour les articles homonymes, voir Armstrong.
Michael Armstrong (né le 24 juillet 1944 à Bolton) est un réalisateur et scénariste britannique.

## Biographie
Michael Armstrong a étudié à la Royal Academy of Dramatic Art.

## Filmographie

### Comme réalisateur
- 1969 : The Image (court métrage)
- 1969 : La Maison de l'épouvante (The Haunted House of Horror)
- 1970 : La Marque du diable (Mark of the Devil)
- 1983 : Screamtime

### Comme scénariste
- 1969 : The Image (court métrage)
- 1969 : La Maison de l'épouvante
- 1970 : La Marque du diable
- 1973 : La Torture (Mark of the Devil Part II)
- 1973 : The Sex Thief
- 1975 : Eskimo Nell
- 1976 : It Could Happen to You
- 1977 : Adventures of a Private Eye (en)
- 1977 : La Panthère noire (The Black Panther)
- 1983 : Le Manoir de la peur (House of the Long Shadows)
- 1983 : Screamtime